# جورج هينكلي
جورج هينكلي (بالإنجليزية: George Hinkle)‏ هو لاعب كرة قدم أمريكية أمريكي، ولد في 17 مارس 1965 في Pacific, Missouri ‏ في الولايات المتحدة.

## وصلات خارجية
- جورج هينكلي على موقع مرجع كرة القدم المحترفة.كوم (الإنجليزية)